# ハ・ジョンウ
ハ・ジョンウ（韓: 하 정우、1978年3月11日 - ）は、韓国の俳優、映画監督、脚本家、映画プロデューサー。ワークハウスカンパニー所属。身長184cm、体重75kg。血液型A型。本貫は光山金氏。

## 略歴
韓国のソウル高等学校を経て、中央大学校演劇学科卒業。1998年にCM出演で商業デビュー。大学卒業後は『カルメン』や『オセロ』など20作余りの舞台演劇に出演してキャリアを積み、2003年1月韓国公開の『マドレーヌ』でスクリーンデビューを果たす。時をほぼ同じくしてドラマ界にも進出、『プラハの恋人』で注目される。兵役中には約10本の軍広報映画に出演し、2000年3月から約3か月間、東ティモールで慰問公演勤務をした経験がある。
2010年並びに2011年に、百想芸術大賞映画部門の男性最優秀演技賞を『国家代表!?』と『哀しき獣』で2年連続受賞。2013年に『ベルリンファイル』でも同賞を受賞した。
2017年韓国公開の主演映画『神と共に 第一章:罪と罰』が、観客動員数1,441万人を突破する大ヒットを記録。翌2018年公開の続編『神と共に 第二章:因と縁』も観客動員数1,227万人を突破した。
2018年に所属事務所アーティストカンパニーとの契約満了後、個人事務所ワークハウスカンパニーを設立。
2020年7月、2019年1月から9月までソウル市江南にある整形外科でプロポフォールを違法に投薬した疑惑と弟やマネージャーの名義で投薬した経緯について、ソウル中央地検が調査していることが明らかになった。2021年7月10日、ソウル中央地裁で初公判が開かれ、ハ・ジョンウは起訴事実を全て認め、検察は罰金1000万ウォン（約100万円）を求刑した。同年9月14日、ソウル中央地裁の一審判決で3000万ウォン（約280万円）の罰金刑が言い渡され、控訴期限（同年9月23日）までに控訴しなかったため、罰金刑が確定した。

## 人物
趣味は水泳・ピアノ・剣道・絵画。特に絵画（抽象画）の腕前が近年注目され、個展を開くまでになっているが、本人はあまりそれを表に出していない。
父親は韓国で有名なベテラン俳優のキム・ヨンゴンだが、その事実はしばらく公表されていなかった。2004年頃までは本名のキム・ソンフンで活動していた。

## 出演

### 映画
- マドレーヌ（原題：마들렌, 2003年） - ジュノ 役
- スーパースター カム・サヨン（原題：슈퍼스타 감사용, 2004年） - OB キム・ウヨル 役
- 恋の潜伏捜査（原題：잠복근무, 2005年） - 刑事 チョ・ギフン 役
- 許されざる者（原題：용서받지 못한 자, 2005年） - ユ・テジョン 役
- 九尾狐（クミホ）家族（原題：구미호 가족, 2006年） - 子ども 役
- 絶対の愛（原題：시간, 2006年） - ジウ 役
- 私，そんな人ではありません（原題：나, 그런 사람 아니에요, 2006年） - 刑事 役
- ブレス（原題：숨, 2007年） - 夫 役
- 情事 セカンド・ラブ（原題：두 번째 사랑, 2007年） - キム・チハ 役
- 私たちの生涯最高の瞬間（原題：우리 생애 최고의 순간, 2008年） - マ・ソンナム 役
- 素晴らしい一日（原題：MY DEAR ENEMY, 2008年） - ビョンウン 役
- チェイサー（原題：추격자, 2008年） - チ・ヨンミン 役
- よく知りもしないくせに（原題：잘 알지도 못하면서, 2008年） - 彫刻家 チャンホ 役 ※友情出演
- ノーボーイズ,ノークライ（2009年） - ヒョング 役
- 国家代表!?（原題：국가대표, 2009年） - ボブ／チャ・ホンテ 役
- パラレルライフ（原題：평행이론，2010年） - チャン・スヨン 役
- 哀しき獣（原題：황해, 2010年） - キム・グナム 役
- 愛してる、愛してない（原題：사랑한다 사랑하지 않는다, 2011年） ※声の主演
- 依頼人（原題：의뢰인, 2011年） - カン・ソンヒ 役
- 悪いやつら（原題：범죄와의 전쟁: 나쁜놈들 전성시대, 2012年） - チェ・ヒョンべ 役
- ラブフィクション（原題：러브 픽션, 2012年） - ク・チュウォル 役
- ベルリンファイル（原題：베를린, 2013年） - ピョ・ジョンソン 役
- テロ、ライブ（原題：더 테러 라이브, 2013年） - ユン・ヨンファ 役
- 群盗（原題：군도: 민란의 시대, 2014年） - トルムチ 役
- いつか家族に（原題：허삼관, 2015年） - ホ・サムグァン 役 ※兼監督
- 暗殺（原題：암살, 2015年） - ハワイ・ピストル 役
- お嬢さん（原題：아가씨, 2016年） - 藤原伯爵 役
- トンネル 闇に鎖された男（原題：터널, 2016年）  - イ・ジョンス 役
- プロミス〜氷上の女神たち〜（原題：국가대표2, 2016年） - チャ・ホンテ 役 ※友情出演
- 神と共に 第一章:罪と罰（原題：신과함께-죄와 벌, 2017年） - カンニム 役
- 1987、ある闘いの真実（原題：1987, 2017年） - チェ・ファン 役
- 神と共に 第二章:因と縁（原題：신과함께-인과 연, 2018年） - カンニム 役
- PMC:ザ・バンカー（原題：PMC: 더 벙커, 2018年） - エイハブ 役
- ガール・コップス（原題：걸캅스, 2019年） - モーテル職員 役 ※カメオ出演
- 白頭山大噴火（原題：백두산, 2019年） - チョ・インチャン 役
- クローゼット（原題：클로젯, 2020年） - サンウォン 役
- ランサム 非公式作戦（原題：비공식작전, 2023年） - ミンジュン 役
- ボストン1947（原題：1947 보스톤, 2023年） - ソン・ギジョン 役
- ハイジャック（原題：하이재킹, 2024年） - テイン 役

### ドラマ
- 武人時代（2003年 - 2004年、KBS） - イ・ジグァン 役
- プラハの恋人（2005年、SBS） - アン・ドンナム 役
- H.I.T. -女性特別捜査官-（2006年、MBC） - キム・ジェユン 役
- アントラージュ（2016年、tvN） - ジョンウ 役
- ナルコの神（2022年、Netflix） - カン・イング 役

### CM
- 韓国バスキン・ロビンス「サーティワンアイスクリーム」（1998年）
- バッカス（박카스）（2001年）
- 韓国ケンタッキーフライドチキン「スマートバケット」（2005年）
- 韓国麹淳堂「百歳酒」（2007年）

### ミュージック・ビデオ
- Big Mama「背反」（2007年）

### 監督作品
- ローラーコースター!（2013年）
- いつか家族に（2015年） ※兼 主演

## 受賞歴
- 第8回ディレクターズ・カット・アワード 今年の新人演技者賞（2005年、『許されざる者』）
- 第25回韓国映画評論家協会賞 新人男優賞（2005年、『許されざる者』）
- CINE21映画賞 今年の男性新人俳優（2005年、『許されざる者』）
- ポルト国際映画祭 男優主演賞（2007年、『絶対の愛』）
- 第16回春史大賞映画祭 男優主演賞（2008年、『チェイサー』） ※キム・ユンソクと共同受賞
- 第31回黄金撮影賞 最優秀男優主演賞（2008年、『チェイサー』）
- CINE21映画賞 今年の男性俳優（2008年、『チェイサー』）
- 第4回プレミア・ライジングスター・アワード 男優主演賞（2008年、『チェイサー』）
- 第11回ディレクターズ・カット・アワード 今年の男性演技者賞（2008年、『チェイサー』『素晴らしい一日』）
- 第9回大韓民国映像大典 映画俳優部門 フォトジェニック賞（2008年）
- 第3回A-Award 知性部門（今年の男性賞）（2008年）
- 第18回釜日映画賞 男優主演賞（2009年、『素晴らしい一日』）
- 第10回釜山映画評論家協会賞 男優主演賞（2009年、『素晴らしい一日』）
- 第30回青龍映画賞 人気スター賞（2009年、『国家代表!?』）
- 第17回春史大賞映画祭 共同演技賞（2009年、『国家代表!?』）
- 第6回マックスムービー最高の映画賞 最高の男性俳優賞（2009年、『国家代表!?』）
- 第5回大韓民国大学映画祭 男優主演賞（2009年、『国家代表!?』）
- 第3回Mnet 20’s Choice ホットムービースター 男性部門（2009年、『国家代表!?』）
- 第46回百想芸術大賞 男性最優秀演技賞（2010年、『国家代表!?』）
- 第47回百想芸術大賞 男性最優秀演技賞（2011年、『哀しき獣』）
- 第5回アジア・フィルム・アワード 男優主演賞（2011年、『哀しき獣』）
- 第31回韓国映画評論家協会賞（2011年、『哀しき獣』）
- 第33回青龍映画賞 人気スター賞（2012年、『悪いやつら』）
- 富川国際ファンタスティック映画祭 プロデューサーズ・チョイス（2012年）
- 第3回大韓民国大衆文化芸術賞 国務総理表彰（2012年）
- 第4回ピアソン映像フェスティバル 男性最高俳優賞（2012年）
- 第5回スタイル・アイコン・アワード TOP10スタイルアイコン賞（2012年）
- 第49回百想芸術大賞 男性最優秀演技賞（2013年、『ベルリンファイル』）
- 第8回A-Award カリスマ部門（今年の男性賞）（2013年）
- 第14回釜山映画評論家協会賞 男優主演賞（2013年、『テロ、ライブ』）
- 第34回黄金撮影賞 演技大賞（2014年、『テロ、ライブ』）
- 第9回大阪アジアン映画祭 来べき才能賞（2014年、『ローラーコースター』）
- 第20回春史大賞映画祭 男優主演賞（2015年、『群盗』）
- 光州国際映画祭 優秀アジア太平洋新人監督賞（2015年、『いつか家族に』）
- ハワイ国際映画祭 ルネッサンス賞（2015年、『暗殺』）
- 第22回春史大賞映画祭 男優主演賞（2017年、『トンネル 闇に鎖された男』）
- 第7回マリ・クレーズ映画祭 パイオニア賞（2018年、『神と共に 第一章:罪と罰』）
- 第3回Asia Artist Awards 俳優部門 ファビュラス賞・今年のアーティスト賞・ベストアーティスト賞（2018年、『神と共に 第一章:罪と罰』）
- 第2回ザ・ソウルアワード 映画部門 男優主演賞（2018年、『神と共に 第一章:罪と罰』）
- 第28回消費者の日 KCA文化芸術授賞式 2018観客が選ぶ今年の俳優（2018年、『神と共に 第二章:因と縁』）
- 第52回納税者の日 大統領表彰（2018年）
- 第2回青龍シリーズアワード 主演男優賞（2023年、『ナルコの神』）